# بایکس
بایکس (به فرانسوی: Baix) یک کمون در فرانسه است که در canton of Chomérac واقع شده‌است. بایکس ۱۷٫۳۹ کیلومتر مربع مساحت دارد ۹۴ متر بالاتر از سطح دریا واقع شده‌است.